# Roque Gonzales
Roque Gonzales es un municipio del noroeste del estado de Río Grande del Sur, en el  Brasil. 

## Colonización y dialectos
Roque Gonzales fue colonizada en buena parte inmigrantes venidos de antiguas colonias alemanas ubicadas en el este del estado, en la primera parte de los años 1900. Por lo que aún hoy es hablado principalmente el alemán brasileño Hunsrückisch (Riograndenser Hunsrückisch, Hunsrik), al lado del idioma nacional, el portugués.

## Antiguos pobladores
Antes de la llegada de los inmigrantes europeos, el pueblo mbyá-guaraní habitaba la región. La existencia de artefactos, como armas y herramientas utilizadas para la preparación de pieles y otros productos animales y vegetales son pruebas concretas de la existencia de este pueblo en la región.

## Religión
El municipio de Roque Gonzales es aún muy joven. Inicialmente las Iglesias católica y luterana fueron las tradicionalmente dominantes en la zona. Tiempo después surgieron centros de reunión como la iglesia Asamblea de Dios, aunque hoy además existen también musulmanes y mormones.

## Geografía
Roque Gonzales es un municipio que se encuentra a orillas del río Uruguay y del río Ijuí, por lo que tiene frontera fluvial con la Argentina.
El Salto Pirapó es una de las bellezas naturales de la región, localizado no muy distante del casco urbano de la ciudad.

## Aspectos culturales
Las emisoras de radio argentinas, sobre todo con sus programas musicales de tango, chamamé, forman parte de la vida en la región de Roque Gonzales.